# Едіт Коулмен
Едіт Колман (англ. Edith Coleman; 1874—1951) — австралійська науковиця (ботанікиня, орнітологиня), натуралістка та шкільна вчителька. Розкрила механізм запилення орхідей.

## Життєпис
Народилася 29 липня 1874 року у місті Вокінг, Суррей. У 1887 році разом з родиною емігрувала до Австралії та стала шкільною вчителькою. У 1898 році одружилася із Джеймсом Колменом, автолюбителем та засновником австралійського автомобільного клубу RACV. Народила двох дочок, Дороті та Гледіс.

## Наукова діяльність
11 вересня 1922 року Колмен стала членкинею товариства Field Naturalists Club of Victoria. Вона опублікувала понад 350 популярних та наукових статей, зробивши значний науковий внесок у вивчення багатьох австралійських видів, включаючи орхідеї, омели, павуків, комах, птахів і риб, а також роботи з садівництва та історії.
У знаковій роботі про псевдокопуляцію про псевдокопуляцію орхідей Едіт Колмен розкрила давню таємницю їх запилення, яка спантеличила багатьох, у тому числі Чарльза Дарвіна. В цій роботі вона продемонструвала, що замість того, щоб виробляти нектар для приваблення запилювачів, деякі види орхідей імітували самиць ос за допомогою запаху, візуальних та тактильних сигналів настільки ефективно, що самці ос переважно сприймали квіти як самиць та запилювали орхідеї. Ця робота Колман перевидана на міжнародному рівні оксфордським біологом Едвард Бегнол Пультон та визнана ентомологом з Гарварду Оукс Еймс.
Померла 3 червня 1951 року в Сорренто, штат Вікторія.

## Нагороди та почесті
У 1949 році Едіт Колмен була нагороджена Медаль Австралійського природознавства .
Орхідея Prasophyllum colemaniae названа на честь науковиці та її доньок.

## Окремі публікації
- Coleman, E. (1920). Forest Orchids. The Gum Tree, December, 5–8.
- Coleman, E. (1922). Some Autumn orchids. Victorian Naturalist, 39, 103–8.
- Coleman, E. (1926). Botanical renaissance: Forest orchids – autumn. The Age, Saturday 26, 12 June.
- Coleman, E. (1927). Pollination of the orchid Cryptostylis leptochila. Victorian Naturalist, 44, 20–2.
- Coleman, E. (1928). Pollination of Cryptostylis leptochila. Victorian Naturalist, 44, 333–40.
- Coleman, Edith (1928). Pollination of an Australian orchid by the male ichneumonid Lissopimpla semipunctata, Kirkby. Ecological Entomology. 76 (2): 533—539. doi:10.1111/j.1365-2311.1929.tb01419.x.
- Coleman, E. (1929). Across the continent to Perth: Impression of colour and vast distances. The Argus, Saturday 23, 10 November.
- Coleman, E. (1930). The pollination of a second Australian orchid by the ichneumon Lissopimpla semipunctata Kirby (Hymenoptera, Parasitica). Proceedings of the Royal Entomological Society of London Series A General Entomology, 5(2), 15.
- Coleman, E. (1930). Pollination of some West Australian orchids. Victorian Naturalist, 46, 203–6.
- Coleman, E. (1931). Spring in Healesville. The Age, Saturday 12, 4 September.
- Coleman, E. (1931). The Teachings of Nature: Lessons from Plants and Insects. The Age, Saturday 26, 4 September.
- Coleman, E. (1933). Maternal Devotion: The Mother Scorpion-Spider's Life of Sacrifice. The Australian Women's Mirror, 9(29), 11, 47.
- Coleman, E. (1934). The Echidna in captivity. The Australian Woman's Mirror, 23, 12 October, 47.
- Coleman, Edith (1935). Come back in wattle time : an illustrated handbook to our Australian wattles. National Handbooks  (англ.). Т. 13. Melbourne: Robertson & Mullens. Архів оригіналу за 17 лютого 2022. Процитовано 17 лютого 2022.
- Coleman, E. (1937). Camouflage of the Spiny-cheeked Honeyeater. Emu, 37(4), 313–315. doi:http://dx.doi.org/10.1071/MU937313
- Coleman, E. (1937). Nest Hygiene. Emu, 37(1), 68–69. doi:http://dx.doi.org/10.1071/MU937060j
- Coleman, E. (1938). Further notes on the Mountain Grasshopper, Acridopeza reticulata. Victorian Naturalist, 55, 119–22.
- Coleman, E. (1938). Further observations on the pseudocopulation of the male Lissopimpla semipunctata Kirby (Hymenoptera, Parasitica) with the Australian orchid Cryptostylis leptochila Proceedings of the Royal Entomological Society of London, 13, 82–3.
- Coleman, E. (1938). The huntsman spider (Isopeda immanis): Courtship, egg-laying and emergence of spiderlings. The Australian Zoologist, 9, 180–90.
- Coleman, E. (1938). Magic rain carpets the 'inland': Many and brave are the flowers of the inland - blooms of a 'desert' that is no desert. The Argus, Saturday 11, 4 June,6.
- Coleman, E. (1938). One man's meat. Walkabout, 4(11), 36-8
- Coleman, E. (1939). Leaflessness in Orchids (Cryptostylis). Victorian Naturalist, 56, 48.
- Coleman, E. (1942). Notes on the Great Brown Stick-Insect: Part I - Development of eggs and young. Victorian Naturalist, 59, 46.
- Coleman, E. (1944). Clustering of Wood-Swallows. Victorian Naturalist, 61, 44.
- Coleman, E. (1944). A new Victorian cricket. Victorian Naturalist, 60, 144.
- Coleman, E. (1945). The late Lt. Col. Bede Theodoric Goadby (WA botanist). Victorian Naturalist, 62, 30.
- Coleman, E. (1945). Miss G. Nokes and Calochilus imberbis, Victorian Naturalist, 62, 108.
- Coleman, E. (1945). Parthenogenesis in Phasmids. Victorian Naturalist, 61, 180.
- Coleman, E. (1946). Foods of the tawny frogmouth. Victorian Naturalist, 63, 111–5.
- Coleman, E. (1946). The horse radish. The Australasian journal of pharmacy, 27(317), 381
- Coleman, E. (1948). Colour breeding in budgerigars. Victorian Naturalist, 64, 214.
- Coleman, E. (1948). Planning the herb garden. Your Garden, 1(2), 22–23.
- Coleman, E. (1948). Strewing herbs: Meadow Sweet or Bridewort. Your Garden, 1(8), 42–43.
- Coleman, E. (1949). Vascular anatomy of orchid flowers. Victorian  Naturalist, 65, 282–3.
- Coleman, E. (1950). Further notes on the mistletoe. Victorian Naturalist, 66, 191–4.
- Coleman, E. (1950). George Bass, Victoria's first explorer and naturalist. Victorian Naturalist, 67, 3.
- Coleman, Edith (May 1950). George Bass, Victoria's first explorer and naturalist. The Victorian Naturalist. 67: 3—9. Архів оригіналу за 17 лютого 2022. Процитовано 17 лютого 2022.
- Coleman, E. (1951). The late Professor Oakes Ames (American orchidologist). Victorian Naturalist, 67, 184.
- Coleman, E. (1951). Winter visitors to a Blairgowrie cottage. Victorian Naturalist, 68, 47–8.